# Llera
Llera là một đô thị thuộc bang Tamaulipas, México. Năm 2005, dân số của đô thị này là 17317 người.